# Otto Dandenell
Otto Algot Dandenell (i riksdagen kallad Dandenell i Blankaholm), född 20 juli 1863 i Horns socken, Östergötland, död 27 maj 1942 i Södra Vi, var en svensk lantbrukare och politiker (liberal). 
Otto Dandenell var lantbrukare i Blankaholm i Hjorted. Han var riksdagsledamot i andra kammaren för Kalmar läns norra valkrets från 1912 till dess att riksdagen upplöstes i förtid 1914. Som kandidat för Frisinnade landsföreningen tillhörde han dess riksdagsparti Liberala samlingspartiet. I riksdagen var han bland annat ledamot i tredje tillfälliga utskottet från 1913.